# Идеал Стандарт – Видима
„Идеал Стандарт – Видима“ АД е българско промишлено предприятие със седалище в Севлиево. С бази в Севлиево и Градница то произвежда санитарна керамика и санитарна арматура и е основно подразделение в групата на „Идеал Стандарт Интернешънъл“. Обемът на продажбите му е около 394 милиона лева, а броят на заетите – около 3200 души (2017).
„Идеал Стандарт – Видима“ води началото си от основана през 1934 година металообработваща кооперация. Национализирана при налагането на комунистическия режим, тя е превърната в завод за санитарна арматура под името Държавно индустриално предприятие „Стоян Бъчваров“. През март 1992 година той е включен в съвместно предприятие с мажоритарно участие на американската компания „Американ Стандарт“, която на няколко стъпки през следващите години придобива почти всички дялове от предприятието. Започва процес на разширение и модернизация на предприятието, а през 1998 година е открит напълно нов завод за санитарна керамика. В процеса на пълно преструктуриране на „Американ Стандарт“ през 2007 година, производството на оборудване за кухни и бани в Европа е обособено в базираната в Белгия „Идеал Стандарт Интернешънъл“, която става собственост на американската инвестиционна компания „Бейн Кепитал“, а от 2018 година – на други две американски инвестиционни компании – „Анкоридж Кепитал“ и „Си Ви Си Кредит Партнърс“.